# Stelorian Moroșanu
Stelorian Moroșanu (n. 31 mai, 1960, com. Ștefănești, Botoșani) este un poet și prozator român. Membru al 
Uniunii Scriitorilor din România .

## Biografie
Stelorian Moroșanu s-a născut la 31 mai 1960, în com. Ștefănești, jud. Botoșani. A absolvit cursurile Școlii generale nr.2 din Dorohoi și liceul "Mihai Eminescu" din Botoșani. A lucrat ca operator chimist la Combinatul de Articole tehnice din cauciuc, "Jilava", București; preparator minereuri la Inteprinderea de Exploatare minieră "Mindo", Miorcani-Dorohoi; referent și apoi director la Casa de Cultură din Dorohoi,in perioada 1990 - 2005.Membru al cenaclului literar Septentrion. În prezent, scriitorul Stelorian Moroșanu, locuiește în orașul Dorohoi.

## Debut publicistic
- în anul 1986, în revista Luceafărul, cu poezie
- în anul 1988, în revista Tribuna, cu proză

## Redactor si colaborări
- redactor la Curierul de Dorohoi (1990), Semne (1996-1998), Colloquium (1997-1998)
- a colaborat la revistele: Gazeta de Botoșani, Jurnalul de Botoșani, Caleidoscop Dorohoian, Caiete botoșănene, Familia, Hyperion, Tribuna...

## Volume publicate
- Rânjiți, beliților,rânjiți!, Ed. Scribul, Slatina, 1997;
- Mașina de metafore s-a întâlnit cu mașina de salutat sfecle, Ed. Panteon, 1997;
- Latifundiarii de sictir, Axa, 1999;
- Crescătoria de fantasme, Ed. Geea, 2001;
- 13 arabescuri furate zeilor tutelari; Ed. Geea, 2001;
- Necrologul necesarelor iluzii, Ed. Axa, 2003;
- Lapțicuci pe arbore de brânză, Ed. Axa, 2004;
- Doi pumni de romane, Ed. Axa, 2004.
- ...Fracturat la osul inefabil si la femurul fluturos,Ed.Timpul,2018;
- Zilnica beatitudine a malpraxisului poetic,Ed. Junimea,2018;
- Extrase din arhiva Comitetului Inaltelor Nenorociri,Ed.Timpul,2019;
- Asteptind sa dau jaguarii in strunga,Ed.Timpul,2020.

## Prezet în antologii și dicționare
- Augustin Eden, Septentrion, coordonator, Ed. Geea, 1995;
- Antologie de creație, Giurgiu, 1997;
- Într-o lacrimă trăiește poetul, Slatina, 1998;
- Silvia Lazarovici, Dicționarul scriitorilor botoșăneni, Ed. Geea, 2000:
- Gellu Dorian, Nord - Antologia poeților botoșăneni de azi, coordonator, Ed. Axa, 2009.